# Nicholas Latifi
Nicholas Daniel Latifi (Montreal, 29 de junho de 1995) é um piloto de automóveis canadense-iraniano que competia na Fórmula 1 pela equipe Williams de 2020 a 2022.

## Carreira

### GP2 Series
Latifi participou de duas corridas da GP2 Series de 2014 pela equipe Hilmer Motorsport, de oito corridas da temporada de 2015 pela MP Motorsport e da temporada completa de 2016 pela DAMS.

### Fórmula 2
Ele disputou as temporadas do Campeonato de Fórmula 2 da FIA de 2017, 2018 e 2019 pela equipe DAMS.

### Fórmula 1
Em 14 de março de 2016, a Renault anunciou Latifi como seu novo piloto de testes para a temporada de 2016 da Fórmula 1. Em janeiro de 2018, a Force India o anunciou como seu piloto reserva para a temporada de 2018. Latifi foi anunciado como piloto de teste e reserva da Williams para temporada de 2019, ele testou o carro, pela primeira vez, e posteriormente nos testes do Barém e no primeiro treino livre do Canadá.

#### Williams (2020-2022)
Em 28 de novembro de 2019, a Williams anunciou Latifi como piloto titular ao lado de George Russell para a temporada 2020, substituindo Robert Kubica. A Williams manteve Latifi ao lado de Russell para a temporada de 2021.
No dia 1 de agosto de 2021, Latifi conquistou os seus primeiros pontos da carreira na Fórmula 1 ao terminar em oitavo lugar, mas devido desclassificação de Sebastian Vettel terminou em sétimo lugar.
Em 23 de setembro de 2022, a Williams anunciou que Latifi iria deixar a equipe no final da temporada de 2022.

## Vida pessoal
Nascido em Montreal, Latifi cresceu em North York, Toronto. Ele é filho de Michael Latifi, um empresário iraniano-canadense que é o diretor executivo da Sofina Foods, Inc. e também possui uma empresa nas Ilhas Virgens Britânicas, Nidala. Michael Latifi investiu através da Nidala 200 milhões de libras (cerca de 270 milhões de dólares) no Grupo McLaren. A sua mãe, Marilena Latifi, nasceu no seio da família Saputo que fundou a empresa de lacticínios Saputo Inc.[carece de fontes?]

## Resultados na carreira

### Resultados na Fórmula 1
Legenda: Corridas em negrito indicam pole position; corridas em itálico indicam volta mais rápida.
| Temporada | Equipe          | Chassis        | Motor                                    | 1       | 2       | 3      | 4      | 5      | 6      | 7      | 8      | 9       | 10     | 11      | 12      | 13     | 14      | 15     | 16      | 17      | 18     | 19     | 20      | 21     | 22      | 23 | Class. | Pontos |
| --------- | --------------- | -------------- | ---------------------------------------- | ------- | ------- | ------ | ------ | ------ | ------ | ------ | ------ | ------- | ------ | ------- | ------- | ------ | ------- | ------ | ------- | ------- | ------ | ------ | ------- | ------ | ------- | -- | ------ | ------ |
| 2020      | Williams Racing | Williams FW43  | Mercedes-AMG M11 EQ Performance 1.6 V6 t | AUT 11  | EST 17  | HUN 19 | GBR 15 | 70 19  | ESP 18 | BEL 16 | ITA 11 | TOS Ret | RUS 16 | EIF 14  | POR 18  | EMI 11 | TUR Ret | BAR 14 | SKR Ret | ABU 17  |        |        |         |        |         |    | 21.º   | 0      |
| 2021      | Williams Racing | Williams FW43B | Mercedes-AMG M12 E Performance 1.6 V6 t  | BAR 18† | EMI Ret | POR 18 | ESP 16 | MON 15 | AZE 16 | FRA 18 | EST 17 | AUT 16  | GBR 14 | HUN 7   | BEL 9   | PBS 16 | ITA 11  | RUS 19 | TUR 17  | EUA 15  | CMX 17 | SAO 16 | CAT Ret | ARA 12 | ABU Ret |    | 17.º   | 7      |
| 2022      | Williams Racing | Williams FW44  | Mercedes-AMG M13 E Performance 1.6 V6 t  | BAR 16  | ARA Ret | AUS 16 | EMI 16 | MIA 14 | ESP 16 | MON 15 | AZE 15 | CAN 16  | GBR 12 | AUT Ret | FRA Ret | HUN 18 | BEL 18  | PBS 18 | ITA 15  | SIN Ret | JAP 9  | EUA 17 | CMX 18  | SAO 16 | ABU 19† |    | 20.º   | 2      |

Notas
† – O piloto não terminou a prova, mas foi classificado por ter completado 90% da corrida.